# Xtort
Xtort är industrialgruppen KMFDM:s sjunde skiva som släpptes 1996.

## Låtlista
| Nr  | Titel        | Längd | Notering                             |
| --- | ------------ | ----- | ------------------------------------ |
| 1.  | Power        | 5:26  | Konietzko/Schulz                     |
| 2.  | Apathy       | 3:10  | Konietzko/Schulz/Durante             |
| 3.  | Rules        | 4:07  | Connelly/Durante/Konietzko/Schulz    |
| 4.  | Craze        | 3:33  | Connelly/Konietzko/Schulz            |
| 5.  | Dogma        | 4:06  | Blackman/Einheit/Konietzko/Schulz    |
| 6.  | Inane        | 5:29  | Durante/Konietzko/Schulz             |
| 7.  | Blame        | 4:05  | Connelly/Konietzko/Schulz            |
| 8.  | Son of a Gun | 4:23  | Konietzko/Schulz/Van Eaton           |
| 9.  | Ikons        | 4:11  | Connelly/Einheit/Konietzko/Schulz    |
| 10. | Wrath        | 10:08 | Konietzko/Schulz/Van Eaton/Blackmail |

## Medverkande
- Sascha Konietzko - Sång, programmering (1-10)
- Günter Schulz - Gitarr (1-10)
- Chris Connelly - Sång (3, 4, 7, 9)
- Bill Rieflin - Trummor (5-10)
- Mark Durante - Gitarr (2, 3, 6)
- Cheryl Wilson - Sång (1, 3, 6)
- Jennifer Ginsberg - Sång (7)
- en:Dorona Alberti - Sång (4, 8, 9)
- Nicole Blackman - Sång (5)
- F.M. Einheit - Extra ljudeffekter (5, 9)
- Jr Blackmail - Berättarröst (10)
- En Esch - Hihat (10)
- John Van Eaton  - Extra ljudeffekter